# Convento de Santa Apolónia (Lisboa)

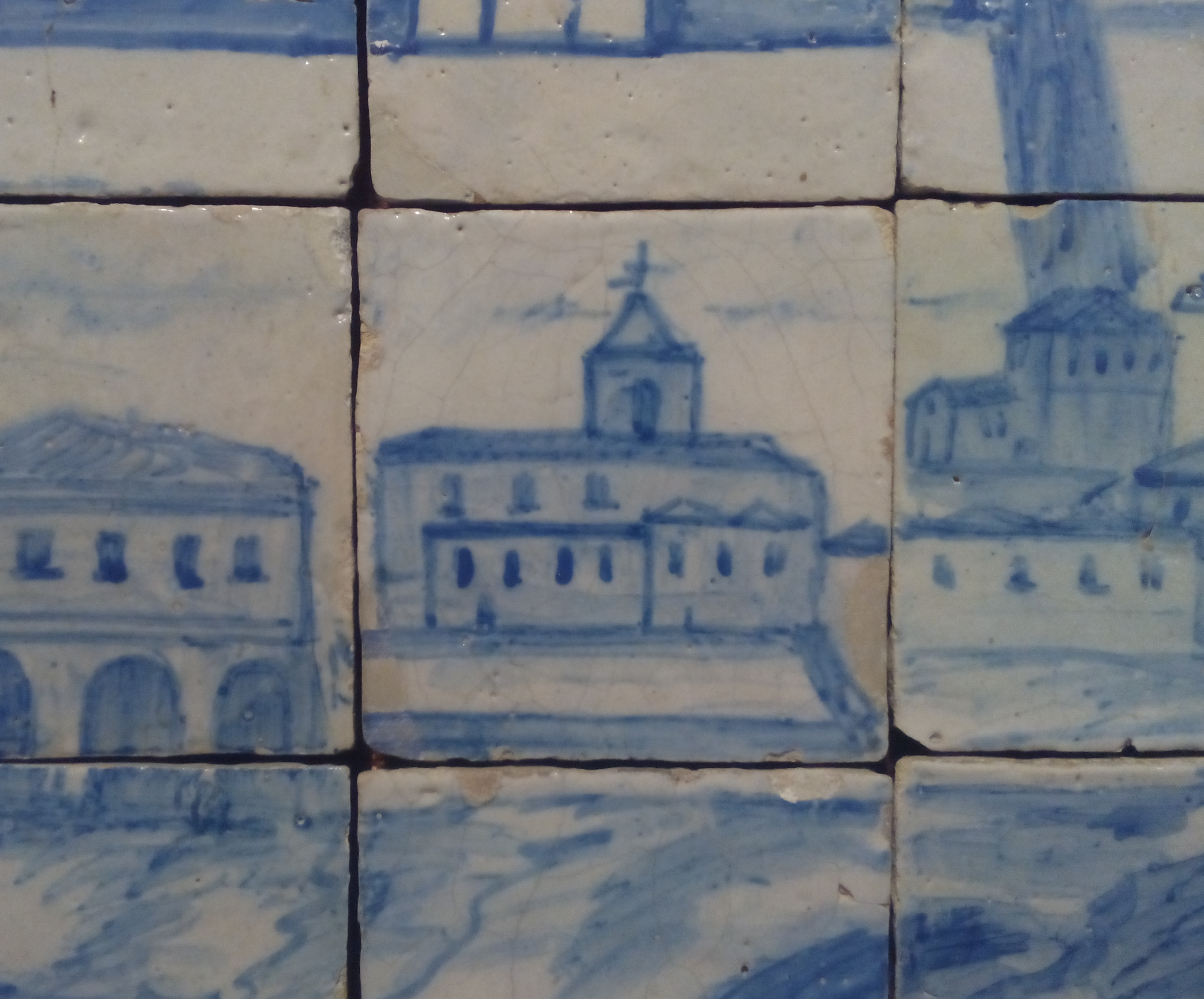
Representação do Convento de Santa Apolónia, num painel de azulejos do início do século XVIII (Museu Nacional do Azulejo)

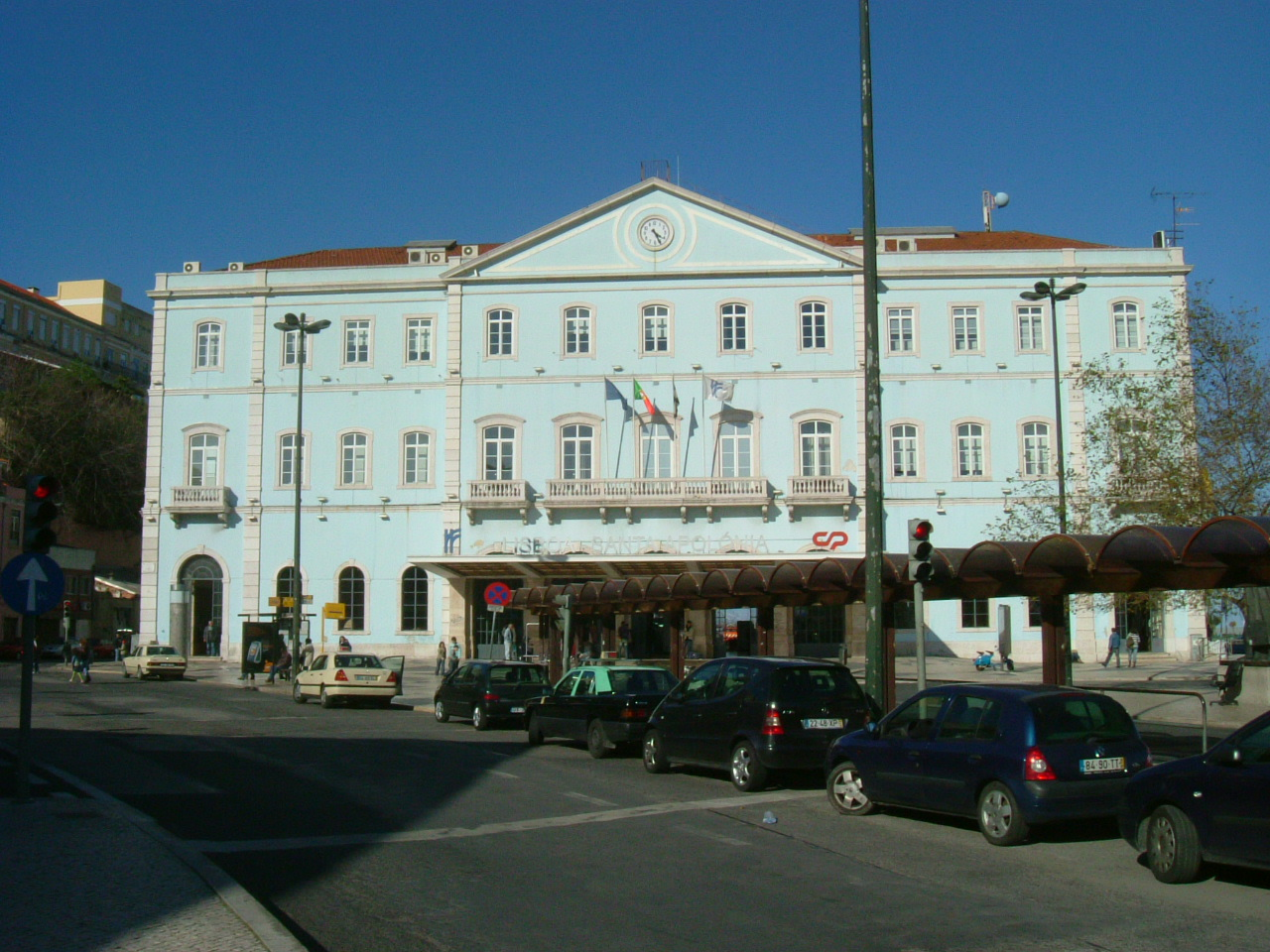
Estação ferroviária de Santa Apolónia onde se localizava a Igreja

Antigo convento lisboeta, onde hoje se localiza a Estação Ferroviária de Lisboa-Santa Apolónia. Pertencia à antiga freguesia de Santa Engrácia, atualmente freguesia de São Vicente após a aprovação do novo mapa de 2013.

## Fundação
É fundado em 1662 por D. Isabel da Madre Deus e com o claro apoio e proteção dos reis de Portugal e em particular de D. Luísa de Gusmão. Antes disso, encontrava-se ali uma ermida com a mesma invocação a Santa Apolónia. Em 1718 obtém bula do Papa Clemente XI e torna-se um convento de clarissas com vinte e oito religiosas que se encontrava sob jurisdição da diocese de Lisboa e do seu patriarca. Fora um dos vários conventos que viveram, pois, segundo a regra de Santa Clara, também chamadas de Clarissas ou Claristas.

## Século XIX
Em 1833, as dezanove religiosas que ali permaneciam foram transferidas para o Convento de Santa Ana e para o Convento de Santa Mónica, em virtude da sua extinção decretada a 29 de outubro. A decisão proveio da Junta do Exame do Estado Actual e Melhoramento Temporal das Ordens Religiosas, encarregada da Reforma Geral Eclesiástica. Esta reforma veio no contexto do fim da Guerra Civil Portuguesa e do restabelecimento da Monarquia Constitucional, empreendida pelo Ministro e Secretário de Estado Joaquim António de Aguiar e pelo Ministério dos Negócios Eclesiásticos e da Justiça. Os bens foram incorporados nos da Fazenda Nacional.

## Ocupação posterior do edifício
As dependências do antigo convento serviram depois como residência de alunos da Real Casa Pia de Lisboa e para o estabelecimento de um colégio de aprendizes e oficina pirotécnica do Arsenal do Exército. Em 1852, o imóvel é adquirido para servir futuramente como estação ferroviária, e passaria a estar ao serviço da Companhia Real dos Caminhos-de-Ferro Portugueses e dos seus passageiros a partir de 1 de maio de 1865, até aos dias de hoje. Segundo consta, a Igreja fora aproveitada pela Cooperativa dos Empregados da CP.